# Yacimiento del Ecce Homo
El yacimiento del Ecce Homo o de la Vera Cruz es una zona arqueológica que se encuentra en el cerro homónimo, uno de los cerros de Alcalá, dentro del municipio español de Alcalá de Henares (Comunidad de Madrid), donde se encuentran restos de un castro carpetano de la primera Edad del Hierro, probablemente entre los siglos VII y VI a. C., e incluso hasta el V a. C., en la segunda Edad del Hierro, y que se construyó sobre un asentamiento del final de la Edad del Bronce., o anterior.

## Descripción
Se sitúa a una altitud de 835 m s. n. m. En el yacimiento del Ecce Homo se encontró una estructura arquitectónica, probablemente una cabaña de madera utilizada como vivienda (ya que solo tenía 32 m² de superficie, además de cerámicas, restos de animales, industria lítica, etc. Gran parte de ellos en hoyos utilizados como basureros (llamados «hoyas»).
La cabaña se ha convertido en referente de vivienda de la Edad del Hierro I de Madrid y se han realizado múltiples reconstrucciones basadas en las características de los más de 60 agujeros donde se clavaban los respectivos troncos.

## Excavaciones
- 1957: Raddatz realizó algunas prosprecciones.[13]
- 1971: Martín Almagro Gorbea y Dimas Fernández-Galiano Ruiz.[14]
- 1978: primera intervención arqueológica bajo un método de registro normalizado.[13]

## Estado
Desde el 18 de octubre de 1988 se encuentra en espera de aprobación para su inclusión en la lista de Bienes de Interés Cultural de la Comunidad de Madrid como parte de la zona arqueológica «Ecce Homo o de la Vera Cruz y Alcalá la Vieja (Alcalá de Henares)». Bien de Interés Cultural ARI-55-0000232.
El yacimiento se encuentra sin protección física alguna.

## Véase también

Zona residencial durante la Edad de Bronce y del Hierro sobre el cerro Ecce Homo (en color morado).